# ピーター・クラスホースト

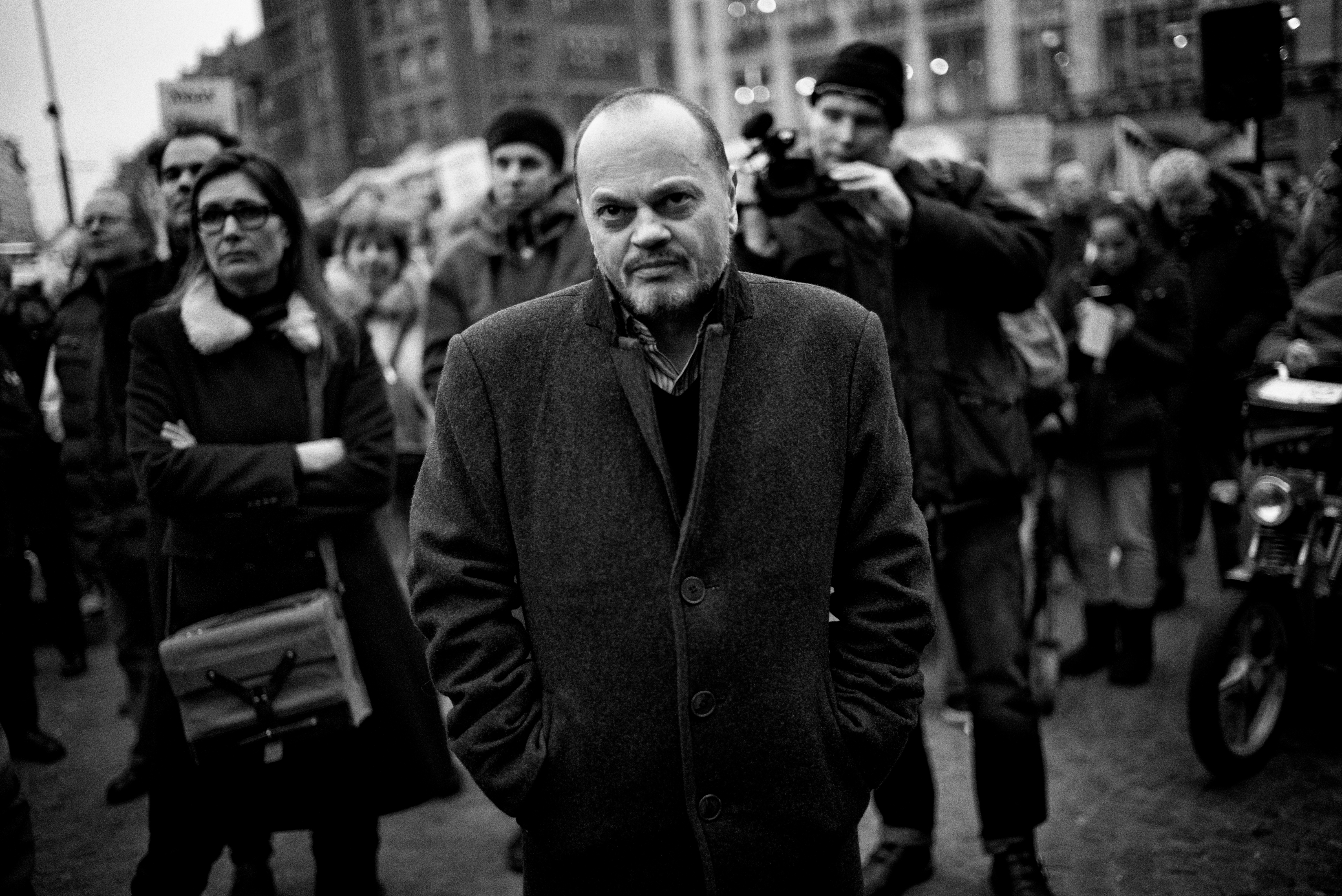
2015年

ピーター・クラスホースト（Peter Klashorst, 1957年2月11日 - 2024年9月11日）は、オランダの画家、彫刻家、写真家。フェルゼン（en:Velsen）生まれ。

## 経歴
クラスホーストはいつも新しい形式で美術界を驚かせているが、オランダ国内ではもっぱら、その放蕩なライフスタイルとともに大々的に取り上げられている。クラスホーストはアフリカで複数の若い女性を描き・撮り、さらに3人の子供たちを産ませた。そのことで2000年に、イスラム教徒の多いセネガルの警察に売春・遊蕩・わいせつ画制作の容疑で勾引されることになった。地元の女性のヌード画を描いたのが原因だった。役人を買収して自由を得たクラスホーストはガンビアに逃げ、それからナイロビ、モンバサ（ケニア）、バンコク（タイ王国）に長く滞在した。
クラスホーストの写真と絵はその特性において、ポール・ゴーギャンの作品に似ている。それらは人々の描写を通して社会的な時事解説を成すことが多い。
2005年、Robert Vuijsje著の公式伝記『King Klashorst』が出版された。
2007年にHIV陽性だと公表した。2024年9月11日、アムステルダムでリンパ腫により入院先で死去。67歳没。

## 受賞
- Johan en Titia Buning-Brongers Prize（1982年）
- Royal Prize for Free Painting（オランダ、1983年）